# Parafia Opieki Matki Bożej w Lizbonie
Parafia Opieki Matki Bożej – parafia prawosławna w Lizbonie, placówka duszpasterska prowadzona w Portugalii przez Rosyjski Kościół Prawosławny poza granicami Rosji. Jest to parafia etnicznie rosyjska.
Po utworzeniu eparchii brytyjskiej i zachodnioeuropejskiej w miejsce eparchii genewskiej i zachodnioeuropejskiej oraz brytyjskiej i irlandzkiej, parafia nie została uwzględniona w spisie placówek nowej eparchii.